# 궁인 애이주
궁인 애이주(宮人 哀伊主)는 혜종(惠宗)의 후궁(後宮)이자 연예의 딸이다. 성은 연(連) 이름은 전해지지 않는다. 본관은: 개성 연씨(開城 連氏, 혹은 경주 연씨(慶州 連氏)

## 생애
흔히 "궁인(宮人)"이라고 할 경우 궁 안에서 일하는 미천한 신분의 여인으로 생각되기 쉬우나, 고려(高麗) 때에는 좋은 집안의 여인도 궁인(宮人)으로 칭하는 경우가 있었다. 또 애이주(哀伊主)의 아버지가 대간(大干)인 점, 애이주(哀伊主)의 아들을 "태자(太子)"로 칭한 점을 고려(高麗)할 때, 애이주(哀伊主)는 경주(慶州) 출신의 호족 출신으로 추정된다. 혜종(惠宗)과의 사이에서 1남 1녀를 얻었다.

## 가계
- 아버지 : 대간 연예(大干 連乂)
- 어머니 : 미상
  - 남편 : 제2대 혜종(惠宗, 912~945, 재위: 943~945)
    - 아들 : 태자 왕제(太子 王齊)
    - 딸 : 명혜부인(明惠夫人)